# Profetie
Een profetie (Grieks: propheteía, "uitspreken", "voor iemand anders spreken") is gewoonlijk een voorspellende uitspraak over gebeurtenissen in de toekomst.

## Oudheid
In oude oosterse culturen werd de toekomst voorspeld door verschillende soorten orakels. Ook werden de goden of de doden ondervraagd op offerplaatsen, bijvoorbeeld in de aanloop van een veldslag. Er werd ook belang gehecht aan extatische, uitzonderlijke berichten, droomvisioenen, vervoering of visioenen. Zieners zochten aanwijzingen in dierlijke organen, orakelbotten of een vogelvlucht.
In de Griekse mythologie kreeg Cassandra de gave van profetie. Maar omdat zij die gave met een list had ontvangen van Apollo, was haar straf dat niemand haar zou geloven.

## Hebreeuwse Bijbel
De Hebreeuwse Bijbel bevat verschillende profetieën. In Amos 3:7 staat:
Zo doet God, de HEER, niets zonder dat Hij zijn plan heeft onthuld aan zijn dienaren, de profeten.
Een profetie kon betrekking hebben op een gebeurtenis in de nabije of verre toekomst. Een profetie kon ook troostend, vermanend of oordelend van aard zijn, en geuit worden in de vorm van een (lof)lied (zoals bij Mozes, Mirjam, Hanna en in de Psalmen).
Veel profetieën riepen op tot herstel of handhaving van de Wet van Mozes en kondigden oordelen aan als het verbond met God verbroken werd. Een profetie kon mensen roepen tot het koningschap (zoals Saul, David, Jehu).
In de Hebreeuwse Bijbel wordt profetie nadrukkelijk onderscheiden van waarzeggerij, wichelarij, uitleggen van voortekenen, tovenarij, bezweringen en ondervragen van (geesten van) doden (spiritisme). Op dergelijke 'gruwelen' stond in de Wet van Mozes de doodstraf.

## Christendom
Ook in het Nieuwe Testament staan profetieën, zoals die van Zacharias (Lucas 1:67) en Anna (Lucas 2:36-38). Sommige uitspraken van Johannes de Doper en Jezus worden beschouwd als profetie.
Hoewel meerdere personen profeet of profetes worden genoemd, noemt het Nieuwe Testament verder maar enkele concrete profetieën, zoals die van Agabus die een hongersnood voorspelde (Handelingen 11:27-28).
In het vroege christendom werd profetie gerekend tot een van de gaven van de Heilige Geest (1 Korintiërs 12:10; 14:6). In 2 Petrus 1:21 wordt gezegd:
Want nooit is profetie voortgekomen uit de wil van een mens, maar, door de Heilige Geest gedreven, hebben mensen van Godswege gesproken.
In het christendom worden sommige passages in de Hebreeuwse Bijbel opgevat als profetie. Sommige daarvan staan in de verleden tijd, maar worden toch geïnterpreteerd als een voorspelling van een gebeurtenis die in de toekomst ligt. In die gevallen wordt gesproken over de perfectum profeticum. Zo wordt de tekst "een Kind is ons geboren, een Zoon is ons gegeven" in Jesaja 9:5 opgevat als een aankondiging van de geboorte van Jezus.

### Apostolische kerk
Toen rond 1830 gelovigen in Engeland die de Bijbel onderzochten tot de conclusie kwamen dat de gaven van de Heilige Geest eigenlijk bedoeld waren om tot de wederkomst van Jezus als de messias te blijven, is men daar binnen verschillende kerkafdelingen gebedsdiensten gaan houden. Tijdens gebedsbijeenkomsten is door mensen na verloop van tijd profetie gebracht. Omdat profetie door de gevestigde kerken (onder meer de Presbyterianen en de Anglicaanse Kerk) verboden werd tijdens de kerkdiensten, werden mensen die deze gave gekregen hadden, alsook priesters en dominees die de profetie hadden toegelaten tijdens erediensten, letterlijk buiten de kerk gezet. Op den duur is uit die groepen gelovigen de Katholiek Apostolische Kerk ontstaan. Diverse apostolische kerkgenootschappen die daaruit direct of indirect zijn voortgekomen, claimen dat in hun gemeenten (onder meer) de gave van profetie nog / weer aanwezig is.

## Islam
In de islam wordt Mohammed als zegel der profeten beschouwd. Het ontvangen van de openbaringen van de Koran door Mohammed kwamen door verschijningen van de aartsengel Gabriël (Djibril) aan Mohammed. Volgens een van de tradities kon Mohammed niet lezen en schrijven. Gabriël las hem een tekst uit het Hemelse Boek voor, die Mohammed uit het hoofd leerde en reciteerde aan de eerste moslims. Koran betekent dan ook reciet of oplezing.
De islam kent veel profeten zoals die ook voorkomen in de ook door de volgelingen van Mohammed als heilig boek beschouwde joodse Tenach. In Soera Het Vee 84-86 wordt een aantal van hen genoemd, te weten: Ibrahim, Ishaq, Yaqub, Nuh, Dawud, Suleyman, Ayyub, Yusuf, Musa, Harun, Zakarya, Yahya, Isa, Ilyas, Ismaïl, Al-Jasa, Yunus en Loet. Soera De Consultatie 13 zegt:
Hij schreef u dezelfde godsdienst voor, die Hij aan Noach oplegden en die Wij bovendien aan u openbaren en die Wij Ibrahim, Musa en Isa oplegden.
Hiermee wordt duidelijk gemaakt dat zij het monotheïstische geloof kregen opgelegd wat hen volgens de islam moslims maakt.

## Profetie in fictie
Profetieën komen vaak voor in fantasieverhalen. Hierbij draait het vaak erom dat de antagonist verslagen wordt door de protagonist. Deze protagonist wordt vaak ook bestempeld als uitverkorene.
Een bekende profetie is die uit Star wars. Anakin Skywalker wordt in Episode I als uitverkorene aangewezen. Daarbij zou hij de Sith verslaan en balans tot de Force brengen.
Ook in de boekenreeks Harry Potter komt een profetie voor. Hierbij draait het om een bol die zegt dat de één niet kan leven zolang de ander nog leeft. Harry Potter beseft dan ook dat hij of Voldemort dood moet.